# Protocolo (sociedad)

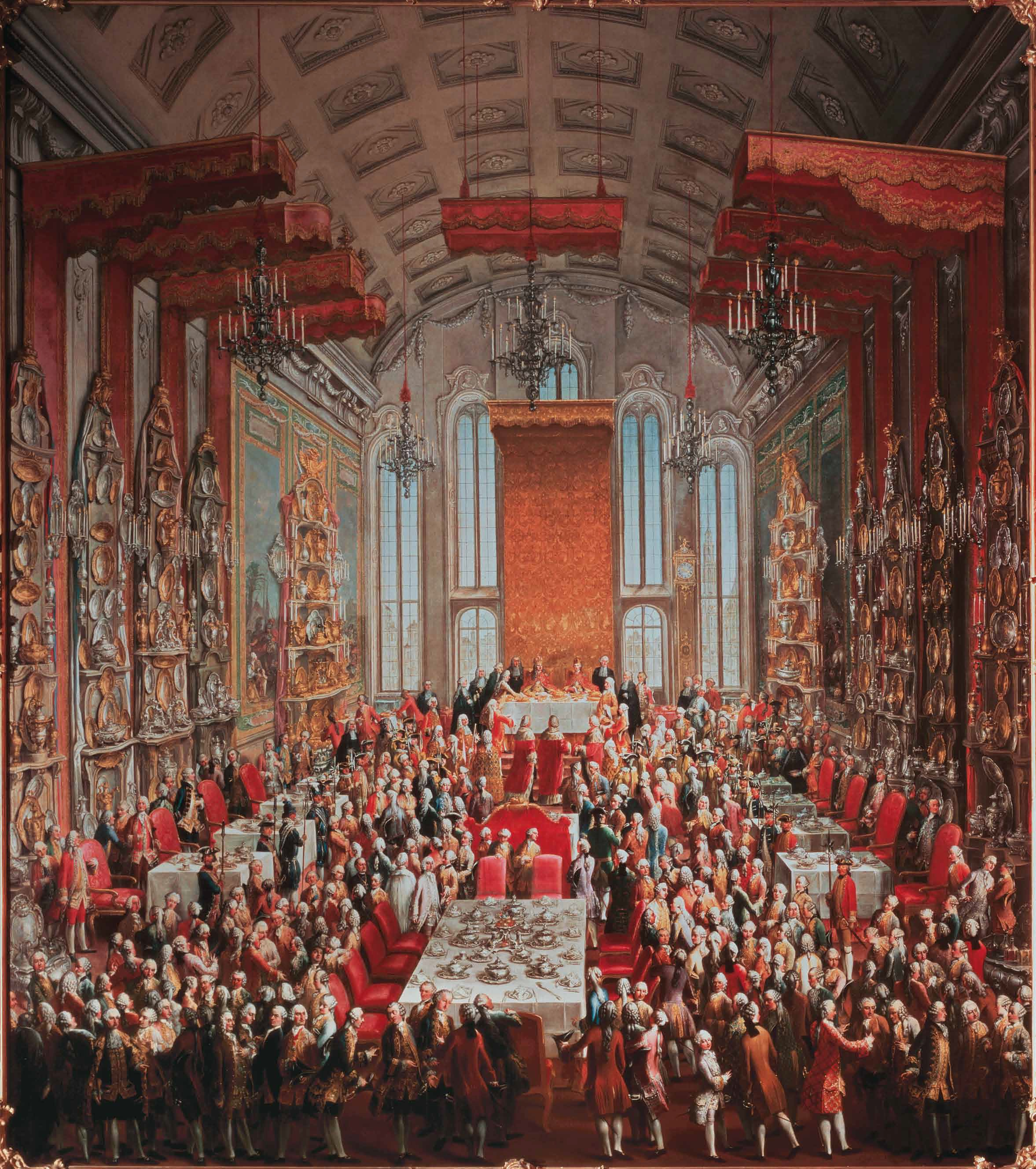
Protocolo en la coronación de José II de Austria, en Fráncfort del Meno (1764).

En términos generales, un protocolo (del b. lat.  protogolo, y este del gr. πρωτόκολλον, "primera hoja" o "etiqueta") es una regla que guía de qué manera debe realizarse una actividad, especialmente en el mundo de la diplomacia. En el campo de los servicios diplomáticos y gubernamentales, el protocolo consiste a menudo en pautas no escritas, tales como especificar el comportamiento apropiado y generalmente aceptado en los asuntos de Estado y la diplomacia, mostrar el debido respeto a un jefe de Estado, colocar a los diplomáticos según el orden cronológico de su acreditación en la corte y así sucesivamente.

## Protocolo político
En política internacional una definición sería la etiqueta o ceremonial fijo seguido en la diplomacia y en los asuntos de Estado. También puede referirse a una cláusula de un acuerdo internacional que complementa o modifica los tratados.

## Protocolo social
El protocolo social es el conjunto de conductas, reglas y normas sociales de urbanidad y cortesía que un caballero debe conocer, respetar y cumplir no solo en un medio oficial establecido, sino también en un medio social (comidas y cenas), laboral (cómo redactar un documento o instancia), académico (como otorgar un título o grado), político (recibir a un embajador), cultural (otorgar un premio...), deportivo (otorgar una medalla), policial (habeas corpus) y militar (condecoraciones, saludos, ceremonias de jura de bandera, desfiles...) concreto. 
Es especialmente necesario cuando se debe tratar con alguien de desigual jerarquía o de gran autoridad y por cuestión de hidalguía, nobleza o simple abnegación, además, se debe tratar con todavía mayor prelación y respeto a los más posibles de recibir los malos efectos de los errores de los poderosos: los ancianos, las mujeres, los enfermos, los niños, los sirvientes, los extranjeros que no conocen las normas y costumbres de otro país.
Por ejemplo, cuando deben recibirse distinciones y premios, el primero en recibirlo debe ser el que ha recibido el más humilde y no el primero. Y cuando la extrema necesidad acucia a salvar a alguien de un desastre, las mujeres, los niños, los ancianos y los enfermos deben ser rescatados (triaje) primero.
Ha de seguirse la regla de oro en ética y el imperativo categórico; es más, la cortesía no se extiende solamente a las personas, sino a los animales, a la naturaleza y a los objetos inanimados: una persona que posee buenas maneras y una adecuada urbanidad trata bien a las plantas, a los entornos y a los animales, así como los objetos que hay en un lugar ajeno porque los va a usar otro después, por ejemplo, en una habitación de hotel. "Si cada cual limpia su camino, la calle estará limpia", escribió Goethe.
El civismo, además, es proactivo: el que es honorable se anticipa a las necesidades de los demás y está siempre pendiente de su comodidad y felicidad; que muchas veces consiste en anticiparse a lo peor y en evitar molestias innecesarias al otro; por ello es necesario lo que en cabal castellano se denomina vergüenza ajena.
Se ha dicho que el protocolo es necesario también ejercerlo cuando se aborda a una autoridad. A alguien de superior jerarquía o desconocido se le trata de usted, no se le tutea. Y desde edad inmemorial existen diversas formas de llamar a distintos rangos eclesiásticos o militares. Al sacerdote se le llama 
reverendo o padre; al obispo monseñor; al cardenal, eminencia; al papa, su santidad o santo padre. En el ejército precede el "mi" a cada rango del escalafón, pero a los tenientes se les llama usía, así como a los diputados y jueces señorías. En España antaño también se distinguían los tratamientos de distintas autoridades del estado con los nombres de don/doña, ilustrísimo/a o excelentísimo/a señor, y acompañaban gestos como el besamanos (a un eclesiástico o dama), o la reverencia: quitarse el sombrero o poner el pie izquierdo delante del derecho y descubrirse dando un rápido giro al sombrero en el aire al presentarse a una señorita, con una inclinación de unos veinte grados (hasta el siglo XVIII), lo que se abrevió después a quitarse simplemente el sombrero en el siglo XIX, etcétera; las mujeres, sin embargo, saludaban con una pequeña genuflexión y no podían hablar a un hombre sin permiso ni si estaban solteras, y ni siquiera ir con una persona de sexo masculino sin carabina. Estas son maneras que entran dentro de la llamada galantería, cortejo o usos amorosos por parte masculina o coquetería por parte femenina.
Asimismo existía un número muy alto de formulismos fraseológicos arcaicos necesarios en escritos para la burocracia: "el abajo firmante", "Dios guarde a usted muchos años", "es gracia que espera de Vd." etc. 
En el ámbito de las conductas y modales hay comportamientos muy distintos según qué cultura se trate; el beso es un buen ejemplo de esa diversidad: en la cultura española se dan dos besos al presentarse dos desconocidos, en la anglosajona se considera ofensivo y en la japonesa, china o musulmana es incluso peligroso, por no hablar de sus diferentes formas y clases a lo largo de la historia; en algunas culturas, por ejemplo, es signo de buena educación eruptar o regoldar, pero en las occidentales se considera chabacano. En todo caso, en el ámbito occidental hay también una escala muy extensa de comportamientos obligatorios, muy recomendables o abiertamente rechazables o repugnantes para el decoro. Por ejemplo, cuando hay que decir unas palabras o pronunciar un discurso, cuando hay que presentarse, saludar, despedirse, cortejar, comprar, vender, ayudar, comer o servir una mesa, agradecer un servicio con un cumplido, etcétera. Por ejemplo, en Oriente se juntan las palmas de ambas manos en vertical y se inclina uno ligeramente para dar las gracias.  
Cuando dentro de una organización se aprecia como pertinente aplicar el protocolo, se crea uno interno basado en la potencialidad de las autoridades que forman parte de la misma; esto le permite llevar a cabo sus actividades en general. El protocolo debe comprender las buenas maneras y educación y el arte de comportarse en público, (lo que se conocía como urbanidad), además de un conjunto de técnicas, normas, rituales y tradiciones mediante las cuales deben organizarse los diferentes actos, eventos y celebraciones que promueven tanto las instituciones públicas como las privadas; por ello se sitúa en el campo de la organización, tanto en el quehacer diario de una institución normal como de una organización más grande, para que sea profesional y se desarrolle de una forma acorde con los objetivos que fijan las entidades organizadoras.

## Historia
La historia del protocolo está muy llena de exageraciones que podríamos llamar vanidades humanas, que han tenido su origen por diferentes razones como el despotismo, el poderío militar de algunos pueblos o el progreso material de otros lo cual daba a esta materia una verdadera complejidad al introducir desavenencias o disputas entre los pueblos que en ocasiones terminaron en guerras en especial en ciertos países orientales, por el despotismo de las cortes y por su etiqueta igualmente despótica.
El protocolo ha existido desde los tiempos más remotos.
Confucio vivió 500 años antes de Cristo y plasmó el pensamiento y las costumbres de la nación china. Ya en la edad madura, deseoso de hacerse experto en todo lo relativo al ceremonial, dejó el pequeño estado de Lu para trasladarse a la capital con el fin de estudiar las reglas de la etiqueta. Estableció un paralelo entre la moral y los buenos modales, la etiqueta y ceremonial.
Por otra parte, el evangelio de San Lucas que se lee el XVI domingo después de Pentecostes dice:
«Cuando seas convidado a bodas no te coloques en el primer puesto porque puede llegar otro invitado de mayor distinción que tú y entonces el dueño de casa te insinuará que pases al último lugar».
Esta parábola la relataba Cristo para decir que el que se ensalza será humillado y el que se humilla será ensalzado; pero, a su vez, deja establecido que ya existían normas sobre la colocación de comensales de acuerdo con su rango y jerarquía.

## Encargado del protocolo o maestro de ceremonias
Dentro de las obligaciones del encargado del protocolo están: hacer y recibir invitaciones, incluyendo las precedencias en una mesa principal, el tratamiento que se debe tener con ciertas autoridades ya sean políticas o eclesiásticas (ejemplo: presentar a los invitados al dignatario, como a la reina de Inglaterra, un embajador, etc.). A nivel empresarial se encarga de organizar juntas de accionistas, congresos, ferias, y conferencias, siendo así una de las ramas principales de las relaciones públicas asumiendo lo que se conoce como relaciones institucionales. Así mismo, actúan como agentes de imagen personal. Además, el encargado del protocolo debe velar por el cumplimiento del mismo, y solventar los errores en caso de que se produzcan.